# قلمرو بولوبو
قلمرو بولوبو (به لاتین: Bolobo Territory) یک منطقهٔ مسکونی در جمهوری دموکراتیک کنگو است که در Plateaux District واقع شده‌است. قلمرو بولوبو ۴٬۰۵۶ کیلومتر مربع مساحت و ۱۲۱٬۲۷۰ نفر جمعیت دارد.